# Widok z okna w Le Gras

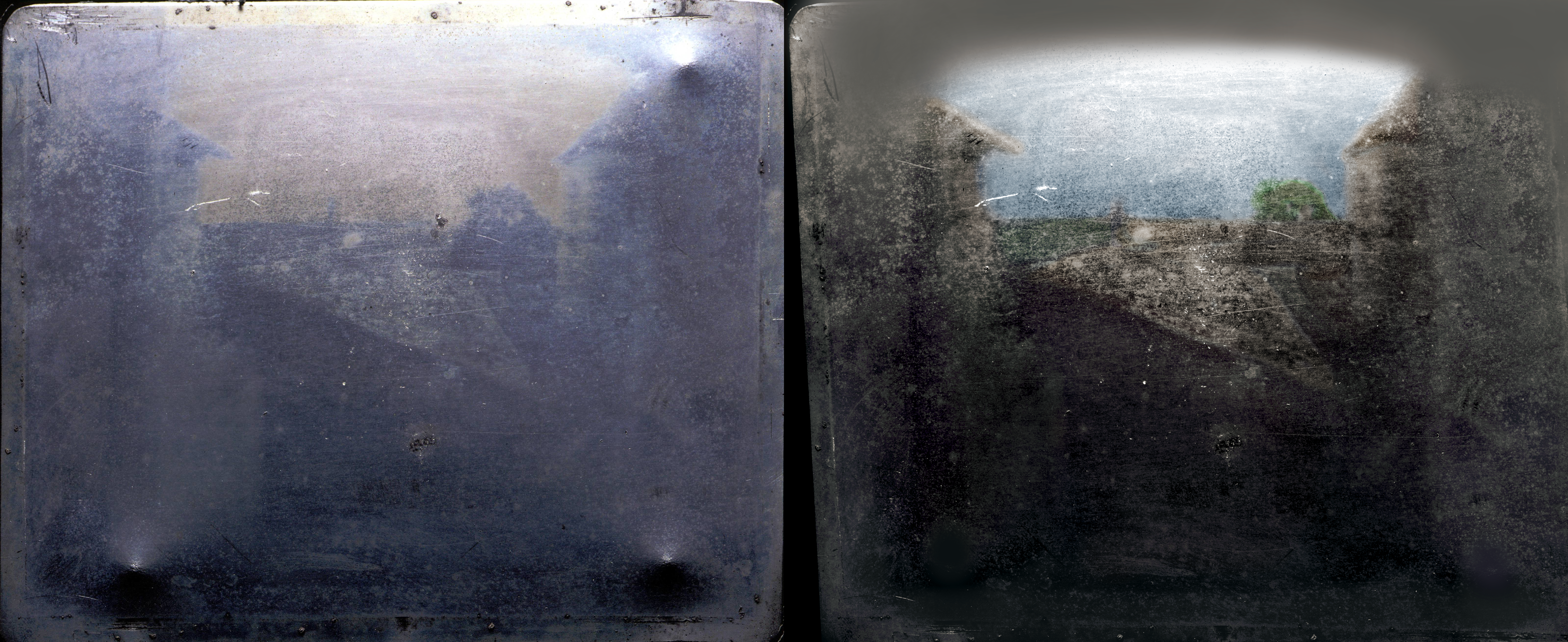
Oryginalna płyta (po lewej) i pokolorowana, wyretuszowana wersja (po prawej).

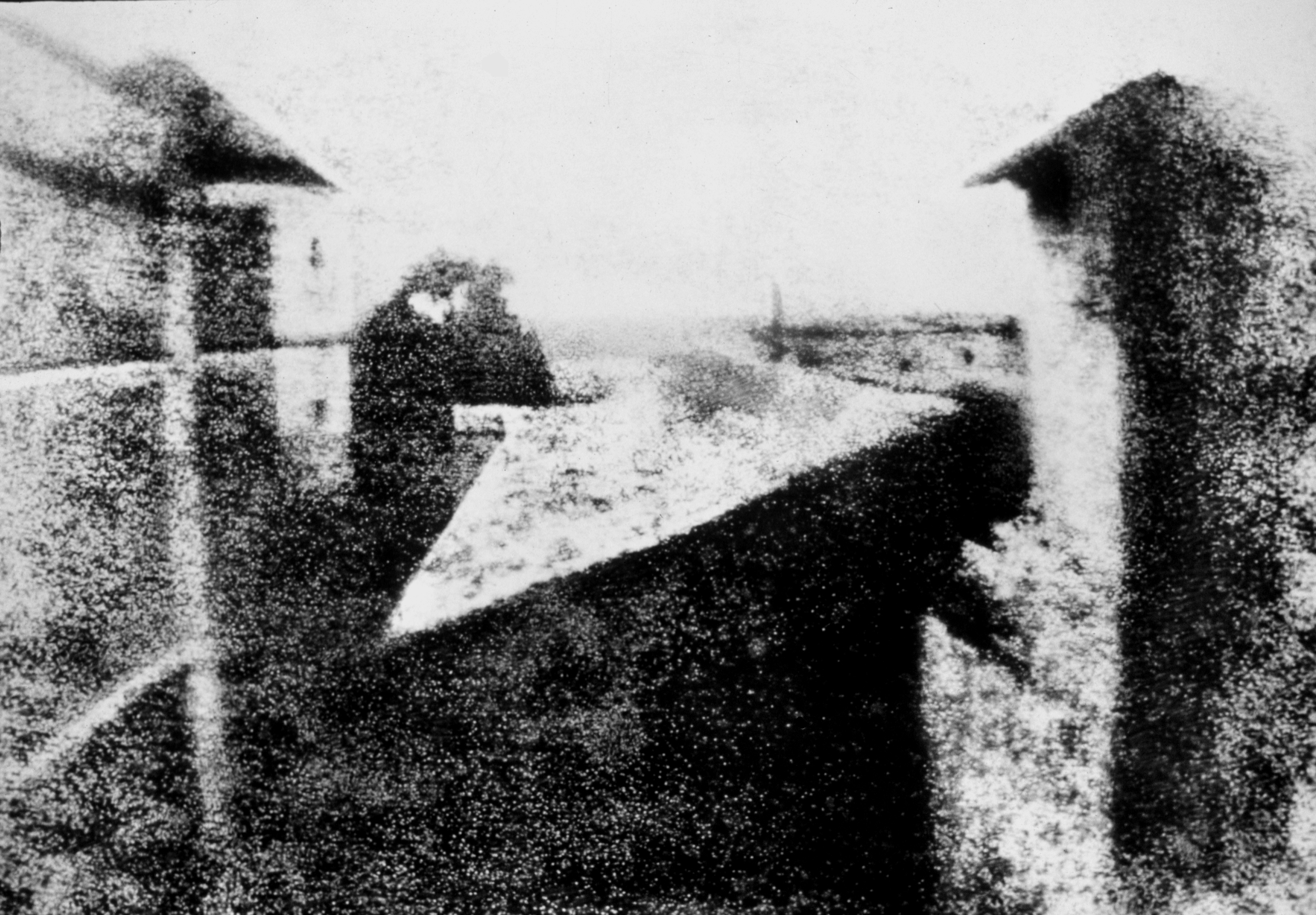
Widok z okna w Le Gras, reprodukcja

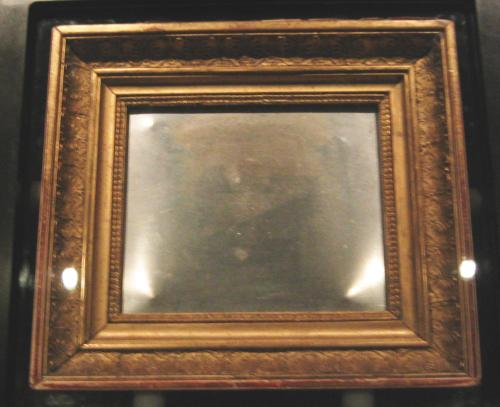
Widok z okna w Le Gras na wystawie w Harry Ransom Center w Austin w Teksasie, 2004

Widok z okna w Le Gras (fr. La cour du domaine du Gras) – pierwsza udana, trwała fotografia, która została wykonana przez Nicéphore’a Niépce’a w 1826 lub 1827 roku na metalowej płycie o wymiarach 20,3 × 16,5 cm.

## Historia
W 1816 r. Niépce zaczął przeprowadzać pierwsze eksperymenty nad materiałami światłoczułymi i nad utrwalaniem obrazu otrzymywanego w camera obscura. Swoje badania prowadził w pracowni na terenie rodzinnej posiadłości Le Gras w Saint-Loup-de-Varennes. Udawało mu się wówczas uzyskiwać negatywowy obraz na papierze, jednak był on nietrwały. Próbował również używać jako podłoża płyt metalowych lub kamiennych, które pokrywał światłoczułym asfaltem syryjskim, twardniejącym pod wpływem światła. Nienaświetlony asfalt można było usunąć za pomocą olejku lawendowego, co w rezultacie pozwalało na otrzymanie obrazu.
Za pomocą tej techniki – nazwanej przez niego heliografią – w 1822 r. uzyskał na szklanej płycie reprodukcję grafiki przedstawiającej papieża Piusa VII (niezachowaną do dziś). Pokrytą olejem papierową grafikę umieścił na płycie pokrytej asfaltem i całość wystawił na działanie światła, otrzymując na płycie negatywowy obraz. W kolejnych eksperymentach szklane podłoże zastąpił metalowym, by w rezultacie otrzymać matrycę i móc powielać uzyskany obraz. W ten sposób w 1825 r. wykonał reprodukcję XVII-wiecznej grafiki z wizerunkiem mężczyzny prowadzącego konia, nieznaną aż do 2002 r. gdy pojawiła się na jednej z aukcji. Okrzyknięta najstarszą fotografią na świecie, w rzeczywistości jest graficzną odbitką reprodukcji otrzymanej przez Niépce’a w technice heliografii, a nie fotografią sensu stricto, tj. obrazem otrzymanym w camera obscura na trwałym podłożu. W ten sam sposób w 1826 r. Niépce powielił grafikę przedstawiającą kardynała d’Amboise.
Niépce postanowił metodę tę zaadaptować na potrzeby camera obscura, tak by móc utrwalać obrazy z natury. W 1826 lub 1827 r. otrzymał Widok z okna w Le Gras, przedstawiający budynek gospodarski i pola, które rozciągały się za oknem jego pracowni. Obraz powstał na płytce z pewteru, stopu opartego na cynie pokrytej asfaltem syryjskim. Asfalt stwardniał przy wystawieniu na światło, a nienaświetlone obszary można było wypłukać mieszaniną olejku lawendowego i wazeliny. Nie jest znany czas ekspozycji. Wielu badaczy, począwszy od Abela Niépce’a de Saint-Victora, próbowało odtworzyć eksperymenty Niépce’a i większość z nich wskazuje na okres rzędu kilkunastu godzin (Helmut Gernheim sugerował 8–10 godzin). W opublikowanym w 1997 r. artykule Jean-Louis Marignier wyrażał przypuszczenie, że czas ekspozycji wynosił nawet 40–60 godzin, a więc kilka dni, jednak tego rodzaju szacunki są wyjątkiem.
We wrześniu 1827 r. Niépce wyjechał do Wielkiej Brytanii z zamiarem zaprezentowania swojego osiągnięcia w Londynie. W Kew Niépce spotkał się z botanikiem i ogrodnikiem na dworze królewskim, Williamem Townsendem Aitonem, dzięki którego pomocy prace Niépce’a miały zostać pokazane na zamku w Windsorze. Nie wiadomo jednak, czy zwróciły uwagę władcy. Aiton przedstawił następnie Niépce’a Francisowi Bauerowi, członkowi Royal Society, ale próby zainteresowania tej instytucji (oraz Society of Arts) wynalazkiem Niépce’a okazały się bezowocne. Przed powrotem do Francji Niépce podarował Bauerowi Widok z okna w Le Gras, który znajdował się wśród przywiezionych przez niego do Wielkiej Brytanii przykładów heliografii. Na odwrocie Bauer umieścił inskrypcję informującą, iż jest to pierwszy udany widok z natury utrwalony przez Niépce’a.
Po śmierci Bauera prace Niépce’a zostały własnością Roberta Browna z Royal Society, następnie J.-J. Bennetta, również członka tej instytucji, a w 1884 część z nich kupił Henry Peach Robinson, a część Henry Baden Pritchard, wydawca pisma „Photographic News”. W 1924 r. fotografie z kolekcji Robinsona (tj. trzy heliografie z reprodukcjami grafik i odbitka przedstawiająca kardynała d’Amboise) trafiły do Royal Photographic Society, natomiast obiekty z kolekcji Pritcharda – wśród nich Widok z okna w Le Gras – pozostawały zapomniane w rękach jego spadkobierców. Odkrycia tej najstarszej fotografii dokonał dopiero w 1952 r. Helmut Gernsheim, historyk fotografii. Informacje o tym wydarzeniu pojawiły się m.in. na łamach „The Times”. Widok został publicznie zaprezentowany na światowej wystawie fotografii w Lucernie w tym samym roku. Gernheim w swoim artykule opisującym odkrycie postulował, by to rok 1826 uznać za początek fotografii, a nie 1839 – datę ogłoszenia dagerotypii.
W 1963 r. kolekcję fotografii Gernsheima – a wśród nich Widok z okna w Le Gras – nabył Harry Ransom Center na University of Texas at Austin w USA. Widok znajduje się w zbiorach tej uczelni do dziś. Od 1963 r. opuszczał kolekcję czterokrotnie. Czwarte wypożyczenie miało miejsce pod koniec 2012 r. – fotografia, wraz ze 119 innymi obiektami z kolekcji Gernsheima zgromadzonymi w Harry Ransom Center, była eksponowana na wystawie The Birth of Photography-Highlights of the Helmut Gernsheim Collection w Reiss-Engelhorn-Museen w Mannheim (9 września 2012 – 24 lutego 2013).
Magazyn „Life” umieścił Widok z okna w Le Gras na liście 100 Photographs that Changed the World (100 fotografii, które zmieniły świat).